# Apatura lacustris
Apatura lacustris är en fjärilsart som beskrevs av Rocci 1930. Apatura lacustris ingår i släktet Apatura och familjen praktfjärilar. Inga underarter finns listade i Catalogue of Life.